# Garo (série télévisée)
Pour les articles homonymes, voir Garo.
Garo (牙狼〈GARO〉（ガロ）, littéralement « Loup à Crocs » en français), aussi appelée « Garo, le chevalier d'or » (黄金騎士ガロ, Ōgon Kishi Garo), est une série télévisée appartenant au genre tokusatsu, diffusée depuis le 7 octobre 2005 sur TV Tokyo / Tokyo MX.
Le slogan de la série est « Là où il y a de la lumière, les ombres rôdent et la peur règne… Par la lame des chevaliers, l'humanité retrouvera l'espoir… » (「、…、…」, « … , … »).

## Synopsis
La série tourne autour d'un jeune homme du nom de Saejima Kôga, porteur du titre de « Garo », le plus haut titre des guerriers Makai. Il doit tout comme les autres protéger l'humanité contre les horrors (« entités maléfiques »). Pendant l'une de ses batailles, il fait la rencontre d'une jeune femme du nom de Mitsuki Kaoru. Celle-ci se fait toucher par le sang d'un horror, ce qui la condamne à mourir. Une loi makai décrète en effet que si un humain est touché par le sang d'un horror, il doit être exécuté sur-le-champ.

## Saisons
- Garo, 25 épisodes, diffusée du 7 octobre 2005 au 31 mars 2006 ;
- Garo Special: Beast of the Demon Night (en), 2 épisodes, les 15 et 22 décembre 2006 ;
- Garo: Makai Senki (en), 25 épisodes, diffusée du 6 octobre 2011 au 22 mars 2012 ;
- Garo: Yami o Terasu Mono (en), 25 épisodes, diffusée du 5 avril au 20 septembre 2013 ;
- Garo: Makai no Hana (en), 25 épisodes, diffusée du 4 avril au 26 septembre 2014 ;
- Garo: Gold Storm Sho (en), film de 82 minutes + 23 épisodes, diffusée du 3 avril au 18 septembre 2015 ;
- Garo: Makai Retsuden (en), 12 épisodes, diffusée du 8 avril au 24 juin 2016 ;
- Zero: Dragon Blood (en), 13 épisodes, diffusée du 6 janvier au 31 mars 2017 ;
- Kami no Kiba: Jinga (en), 13 épisodes, diffusée du 4 octobre au 27 décembre 2018 ;